# یاکوب اشتاینبرگ
یاکوب اشتاینبرگ (انگلیسی: Jacob Steinberg; ۱ سپتامبر ۱۸۸۷ – ۲۲ ژوئن ۱۹۴۷) شاعر، مترجم، روزنامه‌نگار، نمایشنامه‌نویس، و نویسنده بود.